# Mohsen Shekari
Mohsen Shekari (24 febbraio 2000 – 8 dicembre 2022) è stato un attivista iraniano, ucciso dal governo iraniano con l'accusa di "muovere guerra contro Dio" per aver partecipato alle Proteste per la morte di Mahsa Amini.

## Biografia
Il compagno di cella al carcere di Evin lo ha descritto in questo modo: «Mohsen lavorava in un bar. Mi parlava fino alle prime ore del mattino del suo amore per i videogiochi. Ma anche della sua solitudine. Quando gli avanzava del cibo, voleva sempre che io ne mangiassi almeno qualche boccone. Mi faceva tanti complimenti per il mio stile, e a volte mi sgridava. Vorrei che non mi avessi elogiato così tanto. Vorrei che avessi messo il tuo letto di fronte al mio l’ultima notte. Vorrei che non avessi portato una bottiglia di soda quando sei tornato dall’interrogatorio. Vorrei che non mi avessi raccontato di tutti i tipi di caffè e di come prepararli. Vorrei che fossi stato ancora vivo quando ho fatto il caffè stamattina. Vorrei non aver letto questa notizia. Vorrei non stare così male. Vorrei non odiarmi così tanto. Vorrei non odiarmi così tanto. Vorrei…»
Il processo contro Shekari ha avuto luogo il 1º novembre 2022, presieduto dal giudice Abolqasem Salavati. Shekari viene giudicato colpevole per il ferimento di un poliziotto e soprattutto di moharebeh, ovvero di "inimicizia contro Dio", e dunque automaticamente condannato a morte.
È stato il primo di una lunga serie di condannati a morte per le Proteste per la morte di Mahsa Amini.

## Reazioni internazionali
La reazione internazionale è stata netta: il Segretario di Stato degli Stati Uniti d'America Antony Blinken ha affermato che l'America è rimasta "sconvolta" dall'esecuzione di Shekari. "Il nostro messaggio alla leadership iraniana è chiaro: porre fine a questa brutale repressione", ha twittato Blinken. "Continueremo a ritenere il regime iraniano responsabile.
Per il ministro degli affari esteri della Germania Annalena Baerbock Shekari "è stato processato e giustiziato per essere in disaccordo con il regime. Il disprezzo del regime iraniano per l'umanità è senza fine. Ma la minaccia della pena di morte non soffocherà la volontà popolare per la libertà".
Condanne anche da James Cleverly (ministro degli esteri britannico), dal Ministero per l'Europa e gli affari esteri francese e dal ministero degli esteri della Repubblica Ceca.
Il Presidente del Consiglio dei ministri della Repubblica Italiana Giorgia Meloni ha rilasciato una nota ufficiale: "Il governo italiano è indignato di fronte alla condanna a morte di Moshen Shekari, giovane che si era unito alle manifestazioni per la libertà in Iran. Questa inaccettabile repressione da parte delle autorità iraniane non può lasciare indifferente la comunità internazionale, e non potrà fermare la richiesta di vita e libertà che viene dalle donne e dai giovani iraniani." Simile reazione anche da parte del ministro degli esteri italiano Antonio Tajani: "La prima condanna a morte di un manifestante in Iran dall'inizio delle proteste è un punto di non ritorno. L'Italia e il suo governo esprimono forte condanna. Continueremo in ogni sede, con le nostre pressioni diplomatiche, a difendere la libertà e i diritti umani violati da Teheran".
Ferma condanna anche da parte di Amnesty International.